# Xeroniscus sulcatus
Xeroniscus sulcatus is een pissebed uit de familie Eubelidae. De wetenschappelijke naam van de soort is voor het eerst geldig gepubliceerd in 1996 door Ferrara & Taiti.